# ريكاردو راموس (مقاتل)
ريكاردو راموس (بالبرتغالية: Ricardo Ramos) هو فنان قتال مختلط برازيلي، ولد في 1 أغسطس 1995 في كامبيناس في البرازيل.

## وصلات خارجية
- ريكاردو راموس على موقع يو إف سي (الإنجليزية)
- ريكاردو راموس على موقع شيردوغ (الإنجليزية)
- ريكاردو راموس على موقع Tapology.com (الإنجليزية)